# Солдат (фільм, 1998)
«Солдат» (англ. Soldier) — американо-британський фантастичний бойовик 1998 року режисера Пола В. С. Андерсона. Головну роль солдата від народження Тодда виконав актор Курт Рассел, у ролях другого плану — Джейсон Скотт Лі, Джейсон Айзекс, Конні Нільсен і Шон Пертві. Фільм вийшов у США 23 жовтня.
Сценарій «Солдата» написав Девід Вебб Піплз, який також був співавтором «Того, що біжить по лезу» — дії обох фільмів відбуваються в одному і тому ж світі. Також фільм «Солдат» посилається на інші елементи з різних оповідань Філіпа Діка, який написав роман «Чи мріють андроїди про електричних овець?», на якому в свій час був заснований фільм «Той, що біжить по лезу».

## Сюжет
Найближене майбутнє. Сержант Тодд відібраний в солдати ще немовлям. Змалку в ньому виховували безжального військовика, і на цьому терені він став найкращим. Єдині почуття, які йому довелося випробувати за 40 років життя, були страх і дисципліна. Але настав день, коли прийшло нове покоління солдат — результат генної інженерії. У спарингу Тодда і двох бійців з його загону проти Кейна-607, одного з нових солдат-реплікантів, переміг останній. Тіла переможених солдат просто викинули на планету-звалище для індустріального сміття під назвою Аркадія.
Загартований довгими битвами Тодд не загинув. І, як виявилося, на Аркадії жили люди, які колись вчинили тут аварійну посадку і стали її випадковими бранцями. Ці поселенці виходили сержанта і прийняли його до себе. Тут Тодд вперше пізнав такі почуття як любов і співчуття. Однак він був вихований солдатом, і це не могло піти безслідно. Налякані жорстокістю сержанта люди були змушені його вигнати зі свого табору.
Незабаром жителі Аркадії усвідомлюють, що були не праві щодо Тодда, але в цей самий час сюди висаджується загін Кейна-607 — планета обрана як полігон. Оскільки офіційно Аркадія незаселена, то її жителі стали тренувальною мішенню. Тодд вступає в бій з новими солдатами-реплікантами, щоб захистити мирних жителів. В нерівному бою він перемагає, адже вперше він знав, за що боровся. На кораблі переможених солдатів Тодд з мирними жителями покидає заміновану Аркадію, планета вибухає.

## Ролі
- Курт Рассел — Тодд 3465
  - Джессі Літтлджон — 8-річний Тодд
  - Ваятт Расселл — 11-річний Тодд
- Джейсон Скотт Лі — Кейн 607
- Джейсон Айзекс — полковник Мекум
- Конні Нільсен — Сандра
- Шон Пертві — Мейс
- Гері Б'юзі — капітан Черч
- Марк Брінглсон — лейтенант Рубрік
- К. К. Доддс — лейтенант Слоун
- Корбін Блю — Джонні
- Майкл Чикліс — Джиммі Піґ
- Бренда Веле — Хокінс
- Пол Діллон — Слейд

## Виробництво
Сценарію було 15 років на момент виробництва.
Курт Рассел зламав щиколотку протягом першого тижня зйомок.

## Касові збори
Солдат став касовим провалом. З бюджетом $ 60 млн він заробив лише $14 594 226.

## Критика
Фільм отримав переважно негативні відгуки, 10 % свіжості на Rotten Tomatoes.